# Cristóbal Mosquera de Figueroa

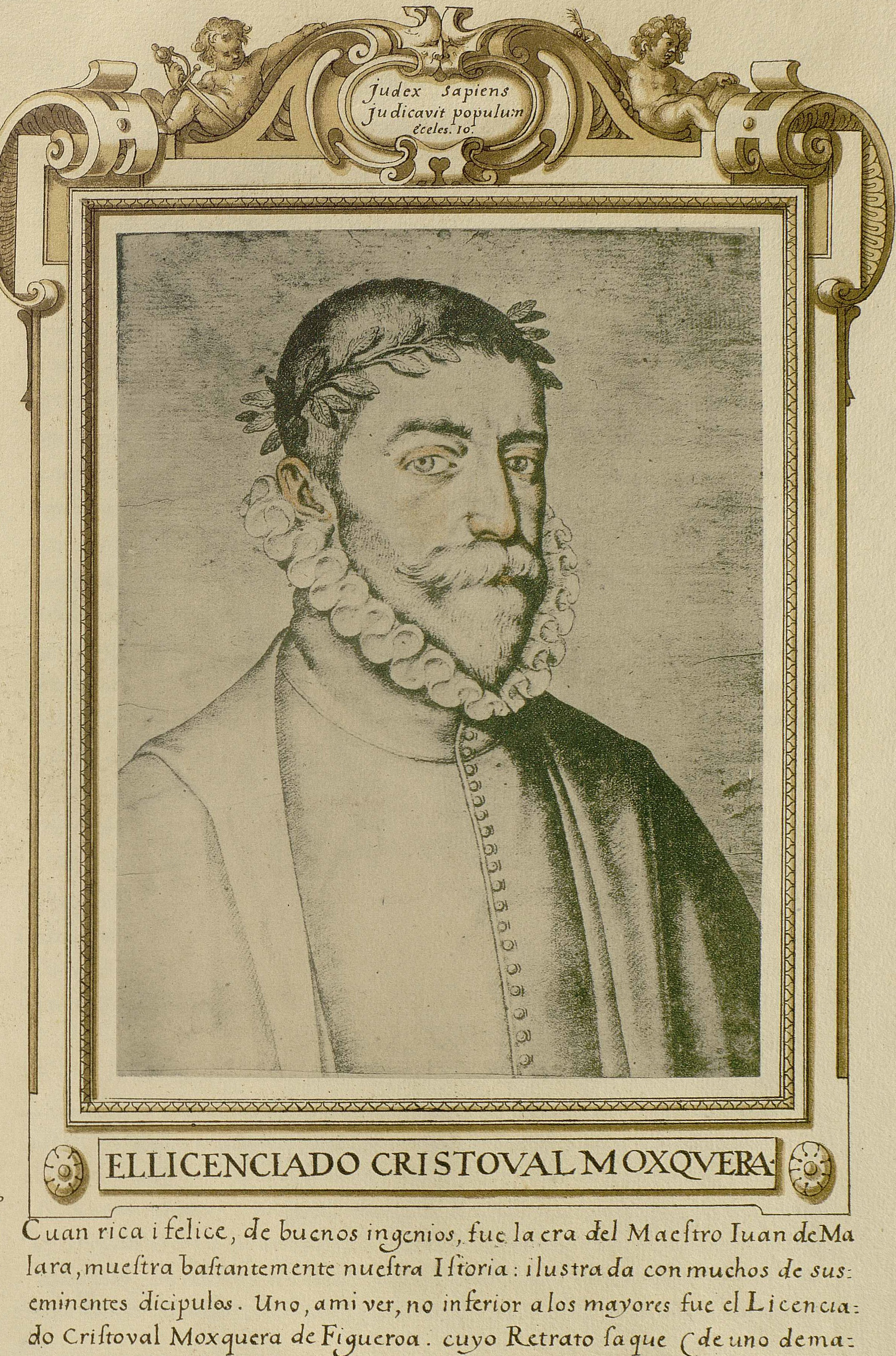
Cristóbal Mosquera (desenho de Francisco Pacheco no Libro de descripción de verdaderos retratos de ilustres y memorables varones, Madrid, Biblioteca da Fundación Lázaro Galdiano, Madrid).

Cristóbal Mosquera de Figueroa (Sevilla, 1547 — Écija, 1610), cronista, escritor e poeta renascentista do Siglo de Oro espanhol. Foi auditor geral da armada enviada em 1583 para submeter à coroa espanhola a ilha Terceira onde se achava aclamado e obedecido D. António I, tendo publicado uma crónica detalhada das operações militares que levaram à conquista da cidade de Angra.

## Biografia
Nasceu em Sevilha no seio de uma família de condição fidalga, o que lhe permitiu estudar Direito na Universidade de Salamanca e em Osuna, o que é referido por Francisco Pacheco no seu Libro de retratos. Em Salamanca foi discípulo de Juan de Mal Lara e conviveu com o poeta frei Luis de León, cuja obra conheceu antes da sua difusão impressa.
Em 1579 ingressou no serviço da monarquia hispânica, sendo nomeado sucessivamente corregedor de Utrera, de Puerto de Santa María e finalmente em Écija, cidade onde faleceu em 1610. Simultaneamente, como letrado, foi alcaide-mor do Adelantamiento de Burgos
Para além das suas funções como magistrado, Mosquera de Figueroa pertenceu ao grupo poético sevilhano da segunda metade do século XVI e teve entre os seus amigos figuras intelectuais bem conhecidas, entre as quais Juan de Mal Lara, cujo magistério foi decisivo para a sua formação humanística, o poeta Alonso de Ercilla, para quem escreveu o prólogo à terceira parte da obra La Araucana, e Miguel de Cervantes, a quem em 1588 empregou como cobrador dos impostos destinados à Armada Invencível. Outras figuras importantes para a obra de Mosquera de Figueroa foram Francisco Pacheco e Fernando de Herrera, que dedicaram calorosos versos a Mosquera e acolheram nos seus livros algumas composições de sua autoria.
Na década de 1580 foi protegido de D. Álvaro de Bazán, 1.º marquês de Santa Cruz de Mudela, com quem conviveu. Por influência daquele general, participou como Auditor Geral da Armada, nas expedições de conquista espanhola dos Açores e na subsequente submissão da ilha Terceira, ações das quais foi cronista. Na sua crónica daquela batalha inclui textos heroicos e laudatórios da figura do marquês da sua autoria e de outros autores que escreveram sobre tão memorável sucesso.
Escreveu a obra intitulada El conde Trivulcio (1586), publicação não autorizada pelo autor e a qual renegou, reescrevendo-a e publicando-a em 1596 com o título de Elogio del excelentíssimo señor Don Álvaro de Baçán, marqués de Santa Cruz, señor de las Villas del Viso y Valdepeñas, Comendador mayor de León, del Consejo de su Magestad, y su Capitán General del mar Océano y de la gente de guerra del Reyno de Portugal. Compôs também uma crónica que intitulou Comentario en breve compendio de disciplina militar, en que se escrive la jornada de la isla de los Açores (Madrid, 1596). As suas Poesías inéditas foram publicadas em Madrid por Guillermo Díaz Plaja, em edição custeada pela Real Academia Española em 1955. Viveu os seus últimos anos em Écija, onde faleceu em 1610.
Como poeta foi um hábil recriador dos motivos da poesia do seu tempo, mas não pode ser considerado um criador stricto sensu. Gostava das construções trimembres e versificava com facilidade. Na sua obra nota-se a influência de Garcilaso de la Vega, Fernando de Herrera e frei Luis de León, já que que todos foram seus modelos, em especial os dois primeiros. A influência de frei Luis de León é percetível na elegia Al abad Francisco de Salinas, catedrático de música de Salamanca e na ode a In encomium pacis, onde se evoca a composição intitulada Noche serena daquele frade agostinho, o que não é de estranhar pois estudou na Universidade de Salamanca, onde terá tido acesso à obra em manuscrito à obra daquele autor. Fernando de Herrera era amigo de Mosquera e publicou nas suas Anotaciones algumas traduções suas e uma elegia intitulada A la muerte de Garcilaso de la Vega.
Também cultivou os versos tradicionais castelhanos com idêntica destreza. A sua poesia sagrada está orientada para o conceptismo, sendo o tema mais tratado a Paixão de Cristo e a sua iconografia. A sua poesia amorosa está centrada no amor impossível segundo os cânones do petrarquismo, mas tem duas destinatárias: Crisélia e Cíntia. Também produziu poesia moral na qual convida ao abandono do mundo e ao afastamento da vida urbana.
Além das obras atrás citadas e de várias traduções latinas, a maioria de seus versos, que alternavam a influência trovadoresca com os novos modos do italianismo, não foram impressos em sua vida e foram preservados apenas em forma de manuscrito. Foi precisamente a edição moderna de um códice nunca impresso na Idade de Ouro que permitiu recuperar, já em meados do século XX, algumas das suas composições mais valiosas.